# Tupolev Tu-110
Il Tupolev Tu-110 (in cirillico: Туполев Ту-110) fu un quadrireattore di linea ad ala bassa progettato dall'OKB 156 diretto da Andrej Nikolaevič Tupolev e sviluppato in Unione Sovietica negli anni cinquanta.
Nonostante le buone prestazioni di volo e l'economicità del modello, oltre al prototipo furono costruiti solo altri tre velivoli.

## Storia

### Sviluppo
Comprendendo che il potenziale di esportazione commerciale del Tu-104 era troppo limitato, il Consiglio dei Ministri russo emanò la direttiva N. 1511-846 del 12 agosto 1956, che richiedeva all'OKB 156 di Tupolev di progettare una versione quadrimotore del Tu-104 che consentisse al velivolo un'autonomia di volo tale da permettergli di poter compiere con sicurezza voli al di sopra dell'oceano, con una motorizzazione che garantisse la sicurezza in caso di cedimento di uno dei motori.
Il Tu-110 risultò una sostanziale riprogettazione del Tu-104, motorizzato con quattro motori turbogetto Lyulka AL-7P, uno sviluppo degli AL-7 di serie in grado di fornire 6 500-6 700 kgf, pari a circa 65 kN, di spinta ciascuno.
Il prototipo venne completato nei primi mesi del 1957 e portato in volo per la prima volta l'11 marzo successivo senza riportare alcun problema.

#### Produzione
La produzione del Tu-110 fu autorizzata nello stabilimento statale numero 22 situato a Kazan', con un ordine iniziale di dieci aerei, ma solo tre velivoli furono completati prima che il programma fosse chiuso. Tutti e quattro gli aeromobili (il prototipo e i tre velivoli di serie) sono stati convertiti in Tu-110B, dotati di motori turboventola Solov'ëv D-20, nel tentativo di migliorare le prestazioni del velivolo, ma senza alcun risultato.